# Killerpilze
Killerpilze (en español: Champiñones Asesinos) es una banda de pop rock de Dillingen, Alemania formada en el 2002.

## Biografía
En un principio la banda no contaba con un nombre. Éste fue acordado durante una cena. Fabi, el batería ordenó una pizza de champiñones y comentó "Die sind ja Killer, die Pilze" (Ellos son asesinos, los champiñones) y basados en esa frase le pusieron nombre a la banda (Killerpilze).
Con sus propias canciones de pop-rock, la banda ha ganado una multitud de fieles fanes en su propia ciudad, país y en Europa. Killerpilze está formado por los hermanos Jo y Fabi junto a su amigo Max. Anteriormente conformado también por el bajista Schlagi quien dejó la banda en 2007 por razones personales.
Los miembros de la banda, tocaron instrumentos de música clásica mientras estuvieron en una escuela de música. Schlagi tocó la trompeta por 10 años. Jo tocó el piano, y su hermano Fabi la trompeta. También Max, tocó el piano por varios años.
En la primavera del 2006, su canción debut "Richtig Scheiße", alcanzó el Top 20 de Alemania. Su segundo sencillo “Springt hoch”, también logró numerosos éxitos, alcanzando los primeros lugares en las listas de música.
Después lanzaron su tercer sencillo “Ich Kann Auch Ohne Dich” el 6 de octubre de 2006 y su número de fanes creció rápidamente.
Sin duda alguna, la invasión continúa. Estos chicos entre los 20 y 26 años han cambiado la escena musical alemana, al presentar letras juveniles y con sentido para sus fanes y numerosos críticos. Llevan el Rock en la sangre y han participado en más de 30 festivales de música. Su gira y DVD fueron éxitos instantáneos en Alemania, con conciertos en vivo, presentaciones especiales, etc.

## Noticias
En 2007, comenzaron la grabación de su próximo álbum. El siguiente sencillo "Lieb mich hass mich" (Ámame, Ódiame) tubo su lanzamiento el 13 de julio y el video del mismo fue lanzado días antes. 
El siguiente sencillo fue Ich Brauche Nichts, y presentó un nuevo video el 20 de agosto de 2007. 
En marzo de 2007, Schlagi abandonó la banda para poder concentrarse mejor en sus estudios y su graduación. La banda tiene ahora un nuevo bajista para las presentaciones en vivo. Sólo se conoce su primer nombre: "Benny" y no ha sido presentado como miembro oficial del grupo. Max fue el encargado de tocar el bajo para las grabaciones en el estudio.
```
Integrantes:
```

- Johannes "Jo" Halbig (30 de julio de 1989): Fundador y líder de la banda. Es voz principal y toca la guitarra. (25 años)
- Fabian "Fabi" Halbig (23 de diciembre de 1992): Batería, hermano menor de Jo. (22 años)
- Maximilian "Mäx" Schlichter (3 de julio de 1988): Guitarra y voces secundarias. (26 años)

## Videos
- 2006:

```
- Richtig Scheiße 
- Springt Hoch 
- Ich Kann Auch Ohne Dich 
```

- 2007:

```
- Liebmichhassmich 
- Ich Brauche Nichts 
- Stress Im Nightliner 
- Letzte Minute
```

- 2010

- Drei
- Am Meer

## Álbumes
- 2004: "Nach Vorne durch die Punkallee"
- 2006: "Invasion der Killerpilze"
- 2006: "Invasion der Killerpilze live DVD"
- 2007: "Mit Pauken und Raketen"
- 2010: "Lautonom" Lanzado el 19.03.2010